# الیو دی روپو
الیو دی روپو (به انگلیسی: Elio Di Rupo) سیاستمدار سوسیال دموکرات بلژیکی و عضو حزب سوسیالیست بلژیک است که از ۶ دسامبر ۲۰۱۱ تا ۱۱ اکتبر ۲۰۱۴ نخست وزیر بلژیک بود. وی پس از نخست وزیر ایسلند دومین رهبر علناً همجنسگرای اروپایی می باشد.